# Michele Saladino
Michele Saladino (Palerm, Sicília, 1835 - Ormavasso, Novara, 1912) fou un músic i compositor italià.
En un principi estudià la música amb el professor Pietro Raimondi. De 1870 a 1906 fou professor de contrapunt en el Conservatori de Milà on tingué entre altres alumnes en Vittorio Gnecchi. També es distingí com a compositor, deixant escrites obres interessants de cambra (un quartet i un trio), diverses peces per a piano, de factura molt elegant, i diverses composicions vocals, religioses i profanes, que acusen una gran espontaneïtat melòdica.